# Radio Cubo ts522
Il modello Radio Cubo ts522 è una radio disegnata nel 1962 dagli architetti Marco Zanuso e Richard Sapper e commercializzata a partire dal 1964 dalla Brionvega, azienda italiana specializzata nei settori dell'elettronica di consumo e della telefonia cellulare. Esemplari di questa radio sono esposti stabilmente al MOMA di New York e ai musei di arte moderna di La Jolla, Osaka e San Paolo.

## Descrizione

### Caratteristiche tecniche (dimensioni, peso, materiali)
La radio è composta da due scocche cubiche in plastica originariamente di colore rosso-aranciato a spigoli arrotondati, incernierate in modo da aprire e chiudere l'apparecchio. Da chiusa la radio appare come un parallelepipedo arrotondato. Quando la radio è aperta, le due sezioni interne, in plastica nera, si uniscono posteriormente grazie a una piccola calamita. È munito di quattro piedini posti sul fondo per l'appoggio. Le due schede con gli stadi di alta frequenza sono comprese nella sezione interna di destra, mentre la bassa frequenza e l'altoparlante magnetodinamico sono in quella di sinistra. Nelle cerniere, dotate di apposita scanalatura, scorrono i cavi di collegamento tra le due sezioni. Il baricentro dell'apparecchio si trova spostato rispetto alla linea di giunzione e all'altezza della maniglia. All'interno è presente un circuito supereterodina a diodi a cristallo e nove transistor. Commutatore di gamma a tastiera. Sintonia separata Am ed FM. Scala di sintonia numerica semicircolare per la AM. Sintonia automatica in FM. Sono presenti un'antenna AM incorporata fissa ed una FM incorporata a stilo.
Potenza di uscita 1 W col 10% distorsione. L'alimentazione è fornita da sei batterie da 1,5 Volt. La versione moderna è dotata di un altoparlante da 4”, di un amplificatore da 9+9W rms e di una cassa sigillata bass reflex, che permette di riprodurre alla perfezione i suoni bassi profondi e potenti.

### Idea di progetto
L’idea dei designer era quella di integrare l’oggetto nell’ambiente domestico, esibendolo e non nascondendolo, facendolo divenire protagonista dell’ambiente: un oggetto colorato e non più grigio, con una forma mai vista prima, una sintesi di tecnologia in due gusci.
Frutto di una continua ricerca da parte dell’azienda sulla sperimentazione di nuove forme ispirate ai moderni contesti d’uso, la ts522 è diventata presto in tutto il mondo sinonimo di radio portatile. Conosciuta da sempre con il nome di “Cubo”, presenta un design accattivante. Non un oggetto statico e autoreferenziale nato per mostrare la propria funzione come lo erano i prodotti di elettronica dell’epoca, ma leggera, portatile e con un carattere giocoso e innovativo anche nei materiali utilizzati.
L’ultima versione della mitica ts522 dimostra come il progetto iniziale sia ancora valido grazie a semplici aggiornamenti tecnologici. La vista e le orecchie sono appagati dalla nuova TS522D+, in particolare il Bluetooth la rende moderna e pronta al futuro.

## Storia
Il cubo Brionvega ts522rc deriva dal precedente ricevitore TS502 disegnato da Marco Zanuso e Richard Sapper nel 1964. Questo oggetto di design è stato via via aggiornato per quanto riguarda la tecnologia, pur mantenendo le medesime forme; con gli anni, il cubo Brionvega è stato modificato e reso unico apportando ulteriori innovazioni, come la griglia altoparlante in lega di alluminio, l’antenna sfilabile ad alta sensibilità, la scala sintonia e le stazioni memorizzate segnalate a led.

## Significato
Dal punto di vista formale il Cubo, figlio del design minimalista degli anni ’60, si presenta mostrando come prima espressione al pubblico la sua semplicità nelle forme e nella struttura, accompagnata dal quasi totale monocromatismo. L’essenzialità dell’oggetto fa emergere le opposizioni di tipo plastico, rendendole più evidenti e chiare da leggere. La prima di queste opposizioni è di tipo cromatico, tra i colori caldi che ricoprono l’esterno delle scocche, e quelli freddi della maniglia, dell’antenna e della linea di confine tra le due scocche. Sempre in termini cromatici notiamo, una volta aperto l’oggetto, un'opposizione tra parti lucide esterne, e opache interne, in cui ad opporsi sono solo i pulsanti che regolano il volume e la frequenza. Dal punto di vista eidetico vi è una forte opposizione tra linee rette e curve, che ci porta ad identificare i componenti e delimitare le distinzioni topologiche; l’oggetto è marcato da una linea centrale, rafforzata da una distinzione cromatica, formale e materiale rispetto al resto della superficie che ricopre il cubo, che divide le due scocche in una parte di destra, contenente gli stadi di alta frequenza, e una di sinistra, contenente gli stadi di bassa frequenza e l’altoparlante magnetodinamico.